# Pendro
Pendro (kurdsko Pêndro, پێندرۆ) je kurdska vas v iraškem Kurdistanu, ki stoji v provinci Arbil blizu meje s Turčijo, 15–18 km severno od Barzana.
Ima približno 2540 prebivalcev.

## Sklica
1. ↑  »PENDRO ARBIL IRAQ Geography Population Map cities coordinates location«. www.tageo.com.
2. ↑  »Popis prebivalstva 2017«. www.facebook.com (v kurdščini).